# Place Grenette
Pour les articles homonymes, voir Grenette (homonymie).
La place Grenette est une place de Grenoble située dans l'hyper-centre de Grenoble, dans le département français de l'Isère en région Auvergne-Rhône-Alpes.

## Situation et accès
La place donne accès à la Grande Rue par le Nord, à la rue de la République au Nord-Est, à la rue Raoul-Blanchard vers l'Est, à la rue Félix-Poulat par le Sud et à la rue Montorge au Nord-Ouest.
La place est positionnée dans la zone piétonne de la ville et au cœur de la zone commerciale de l'hyper-centre de Grenoble. Elle est desservie par les lignes A,  B et D du réseau de tramway de l'agglomération grenobloise. La station la plus proche se dénomme Hubert Dubedout - Maison du Tourisme. Elle est également desservie par les lignes Chrono C1 et C3, l'autobus T80 et les Cars Région X01 et X02,.

## Origine du nom
Autrefois Champ-du-Breuil, puis place du Breuil, la place porte le nom de place de la Granaterie et enfin celui de place Grenette, probablement, dès la fin du XVIe siècle lorsque Lesdiguières fit démolir l'ancienne enceinte, intégrant ainsi la place dans la ville. Selon le bulletin de la société scientifique du Dauphiné, publié en 1841, la place a pu garder son ancien nom de place du Breuil jusqu'au XVIIIe siècle. 
Les noms « Granaterie » puis « Grenette » proviennent de la présence des marchés aux grains qui se tenaient à cet emplacement durant le Moyen Âge,,.

## Historique

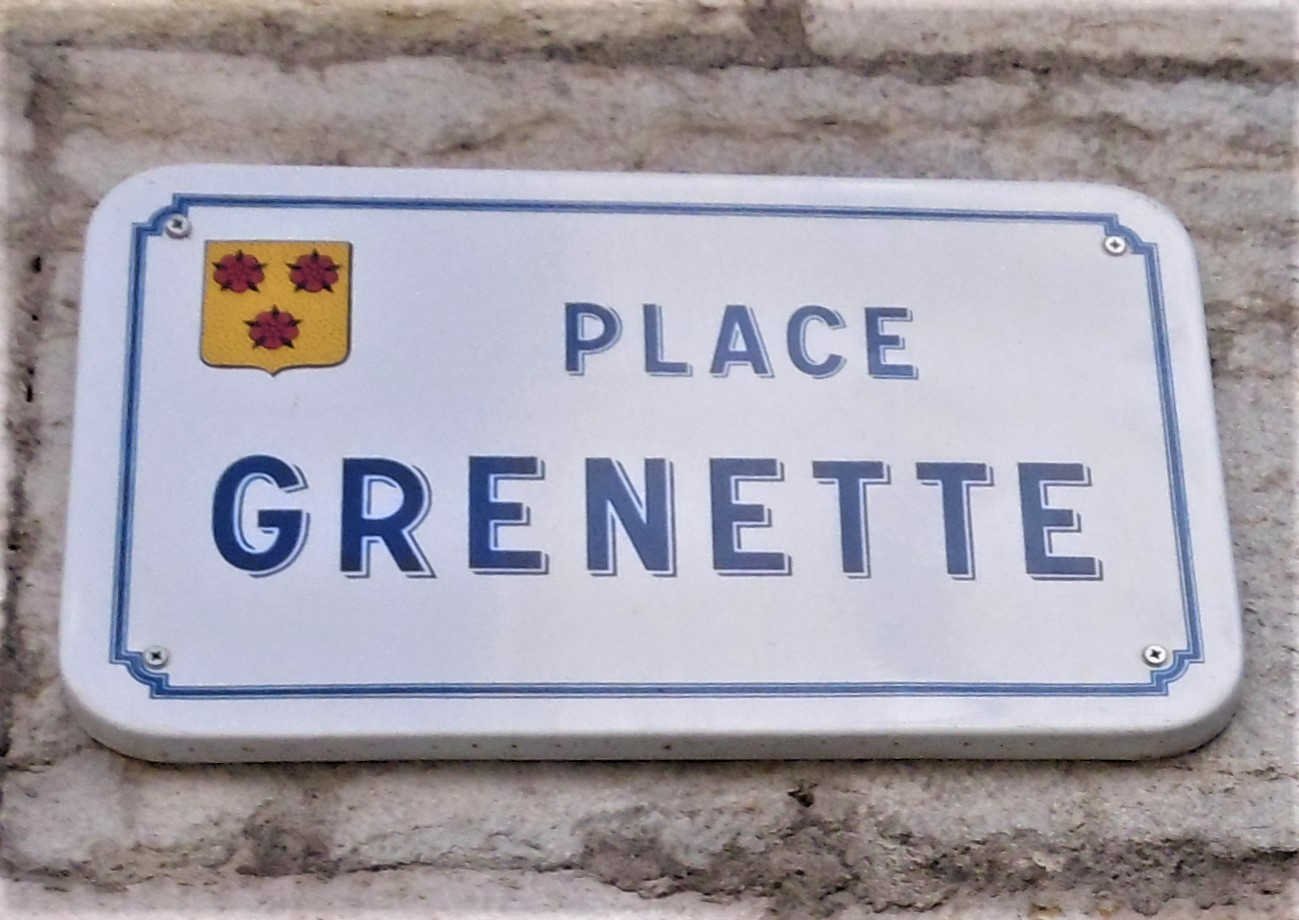
Plaque de rue

Cette place, une des plus anciennes places de Grenoble, fut cependant située hors des murs au Moyen Âge (enceinte romaine), face à la porte Jovia (ou Jupiter) qui devint ensuite la porte Traine, mais le site a connu de nombreuses transformations jusqu'au XXIe siècle,.

### Du Moyen Âge auXVIIIesiècle
- Au XIIIe siècle

En 1288, une partie de ce qui correspond au secteur actuel de la place et de la rue de la république est cédée par Guillaume II de Sassenage pour la construction du couvent des Dominicains.
- Au XVIe siècle

La porte Traine est démolie en 1691. Les Calvinistes s'emparent du couvent des Dominicains en 1562. Il sera repris six ans après par ces derniers.
- Au XVIIe siècle

Selon un ouvrage historique évoquant l'histoire de l'Ordre des Frères mineurs, dénommé identités franciscaines, un moine franciscain d’origine italienne, Francesco Nobilibus, aurait été accusé de sorcellerie en mars 1604 pour avoir recouru à l’occultisme et à l’astrologie. Soumis à 230 séances d’interrogatoire, détenu pendant plus de deux ans dans la conciergerie du palais du Parlement, le malheureux est soupçonné d’avoir voulu envoûter le lieutenant-général du Dauphiné, François de Bonne à qui il s’était présenté comme guérisseur. La cour rendit sa sentence le 14 août 1606 et le présumé sorcier fut condamné à la pendaison place du Breuil. Son corps est ensuite livré aux flammes. Selon Gédéon Tallemant des Réaux, auteur des historiettes (chapitre sur le connétable de Lesdiguières), Nobilibus, aurait été brûlé à Grenoble pour avoir dit la messe « sans avoir reçu les ordres ».
En 1620, la place du Breuil devient place Grenette.
- Au XVIIIe siècle

Le 7 juin 1788, une émeute éclate au niveau du couvent des Dominicains (aujourd'hui démoli) lors de ce qui deviendra la journée des Tuiles.
En 1794, la place est renommée place de la Liberté, mais elle retrouvera rapidement son nom antérieur.

### AuXIXesiècle
Le 10 juin 1816, le conspirateur Jean-Paul Didier qui avait tenté de prendre Grenoble au profit de Napoléon II est guillotiné place Grenette, après une condamnation par la cour prévôtale.
En 1824, Charles Planelli de Lavalette, marquis de Maubec et à l'époque maire de Grenoble pose la première pierre du château d'eau qui portera son nom. Celui-ci est conçu par le sculpteur Victor Sappey et le fondeur Crozatier.
Le 23 février 1828, Antoine Berthet est exécuté pour une tentative d'assassinat envers son ancienne maîtresse. Ce fait divers deviendra l'une des sources d'inspiration pour le roman Le Rouge et le Noir de Stendhal.
Lors des inondations de Grenoble en novembre 1859, l'eau a atteint plus d'un mètre de hauteur au niveau de la place (mesure effectué à l'angle de la Grande Rue et de l'ancienne rue de la halle).
Au cours de l'année 1900, la place Grenette voit l'inauguration de lignes de l'ancien tramway desservant La Tronche, Voreppe, la Gare PLM et le cimetière Saint-Roch.

### AuXXesiècleet auXXIesiècle
En 1908, un immeuble situé coté ouest de la place est rasé afin de créer la rue de la République remplaçant le passage Bougie (appelé aussi passage de la Halle). Ce passage était une des entrées du couvent des Dominicains.
En 1943, afin d'informer les maquisards de la région, le résistant Henri Grouès (qui deviendra plus tard l'Abbé Pierre) fonde le journal clandestin l'Union Patriotique Indépendante (UPI). Celui-ci est produit place Grenette.
En 1953, la place est essentiellement utilisée par des voitures, avec de nombreuses places de parking et deux voies dans chaque sens.
Le 19 juin 1969, est inauguré la fin d'un chantier de réaménagement ayant duré plusieurs mois, qui avait pour but de supprimer le parking afin de créer une terrasse géante avec de nombreuses zones fleuries (notamment par des roses).
Depuis 2013, un média traitant l'actualité locale, Place Gre'net, utilise le nom de cette place.
En 2018, la place et la rue de la République font l'objet d'une rénovation dans le cadre du projet « Cœur de Ville, Cœur de Métropole » (CVCM). Lors des travaux, une urne funéraire et des fragments de céramiques antiques sont retrouvés. La place est rendue entièrement piétonne.

Quelques photos liées à l'histoire de la place Grenette
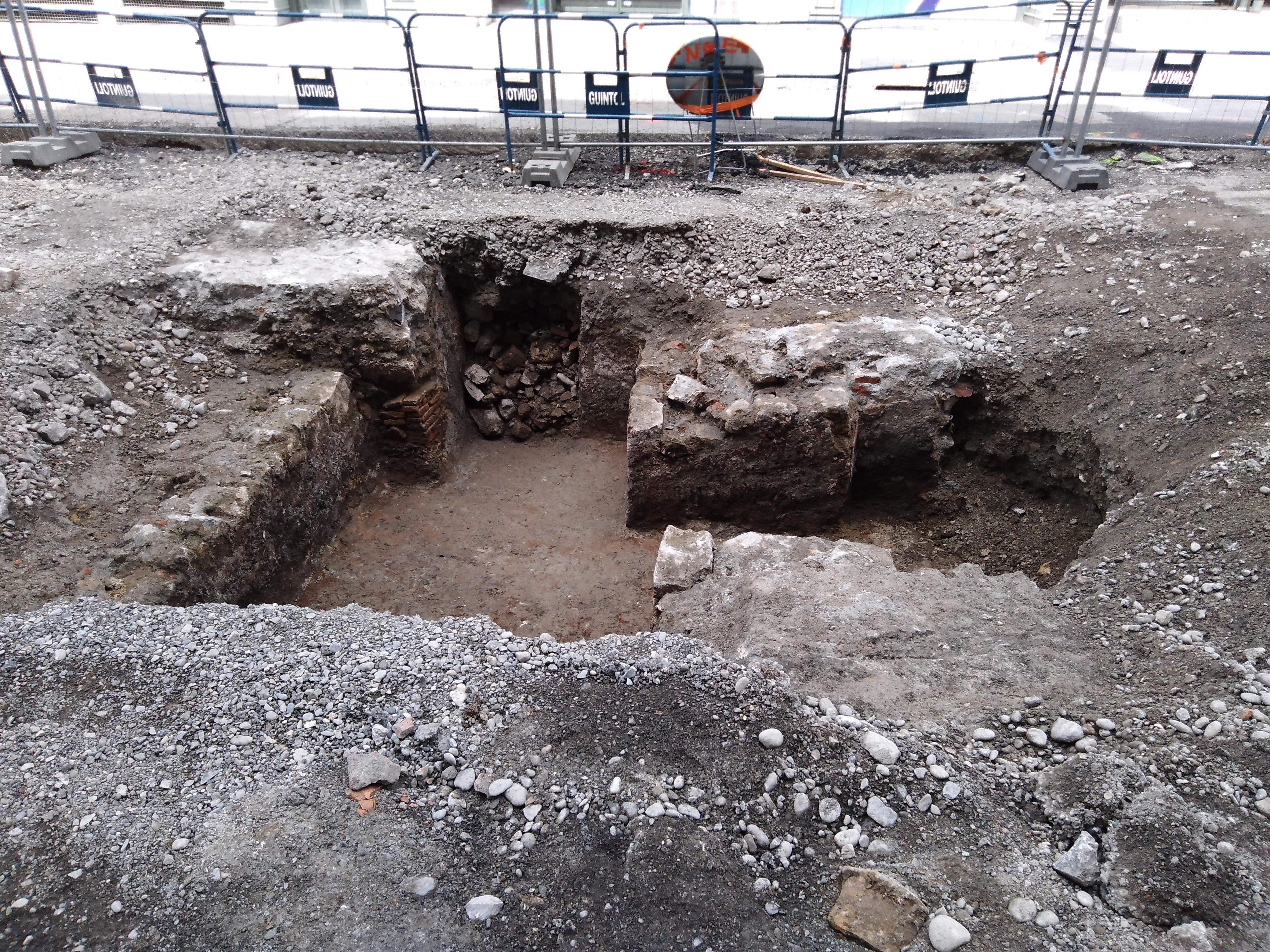
Ruines de l'ancien couvent des dominicains).
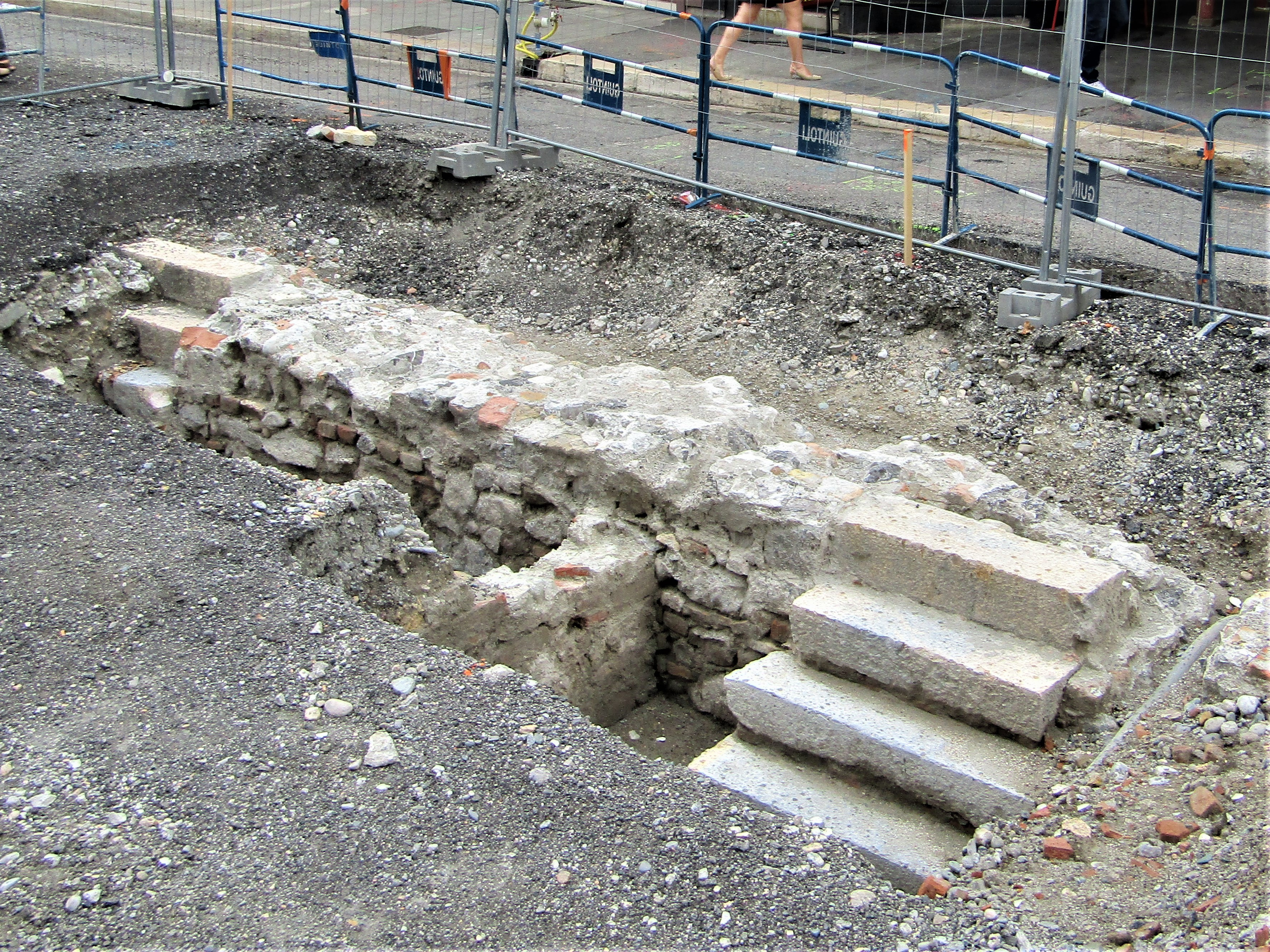
Ruines de l'ancien couvent des dominicains).
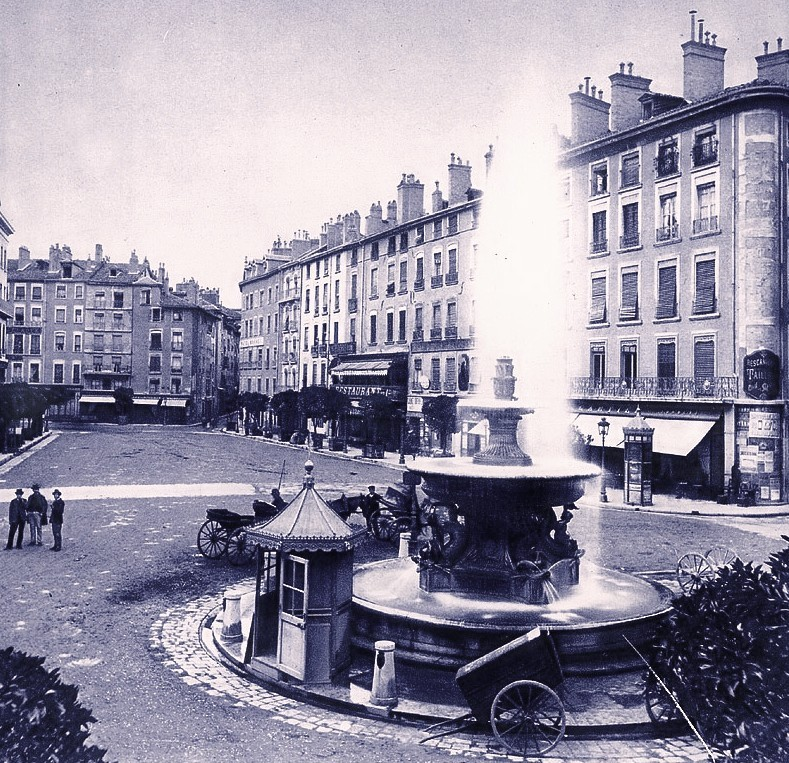
La place Grenette avant le tramway
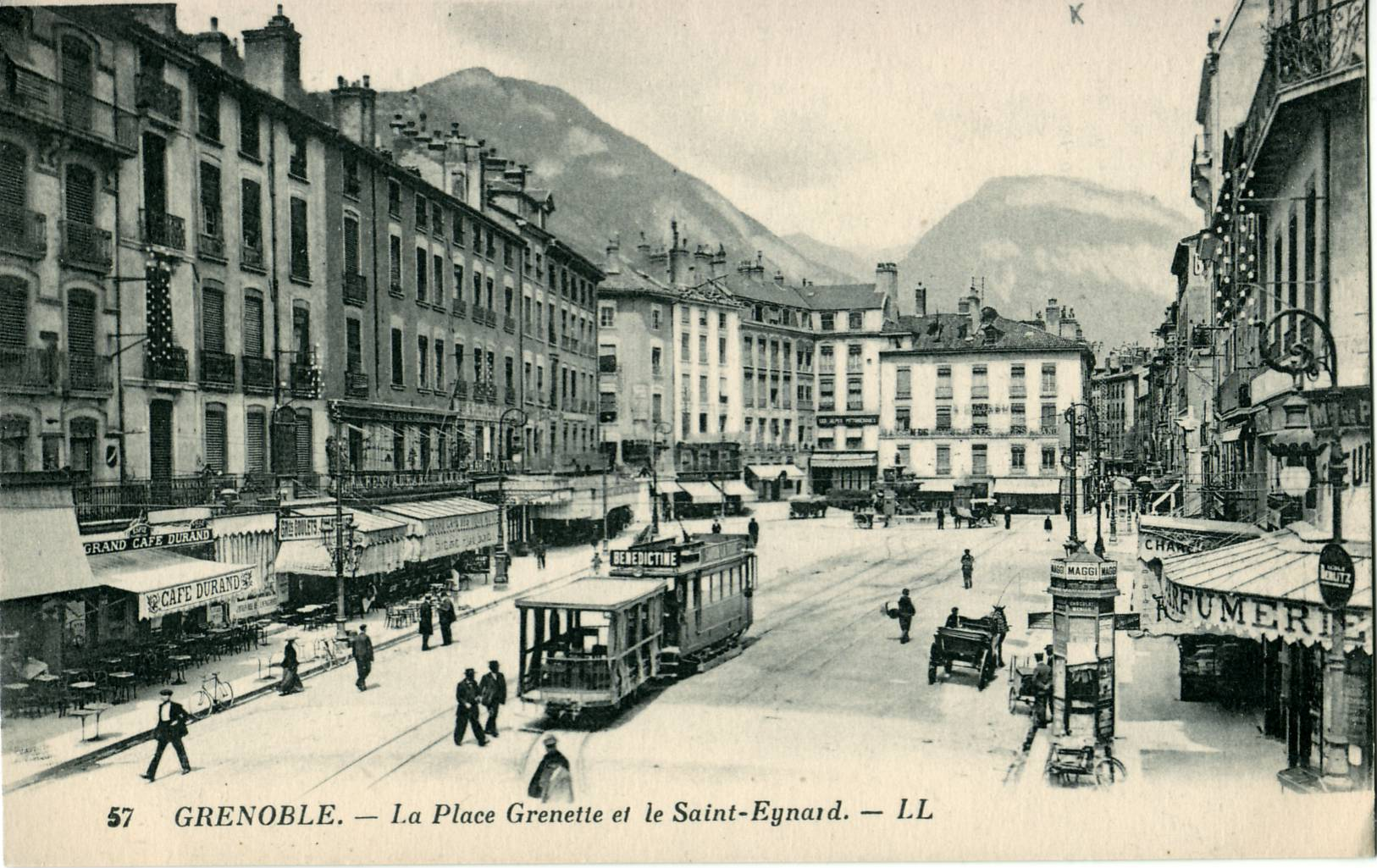
La place Grenette après l'arrivée du tramway en 1894.
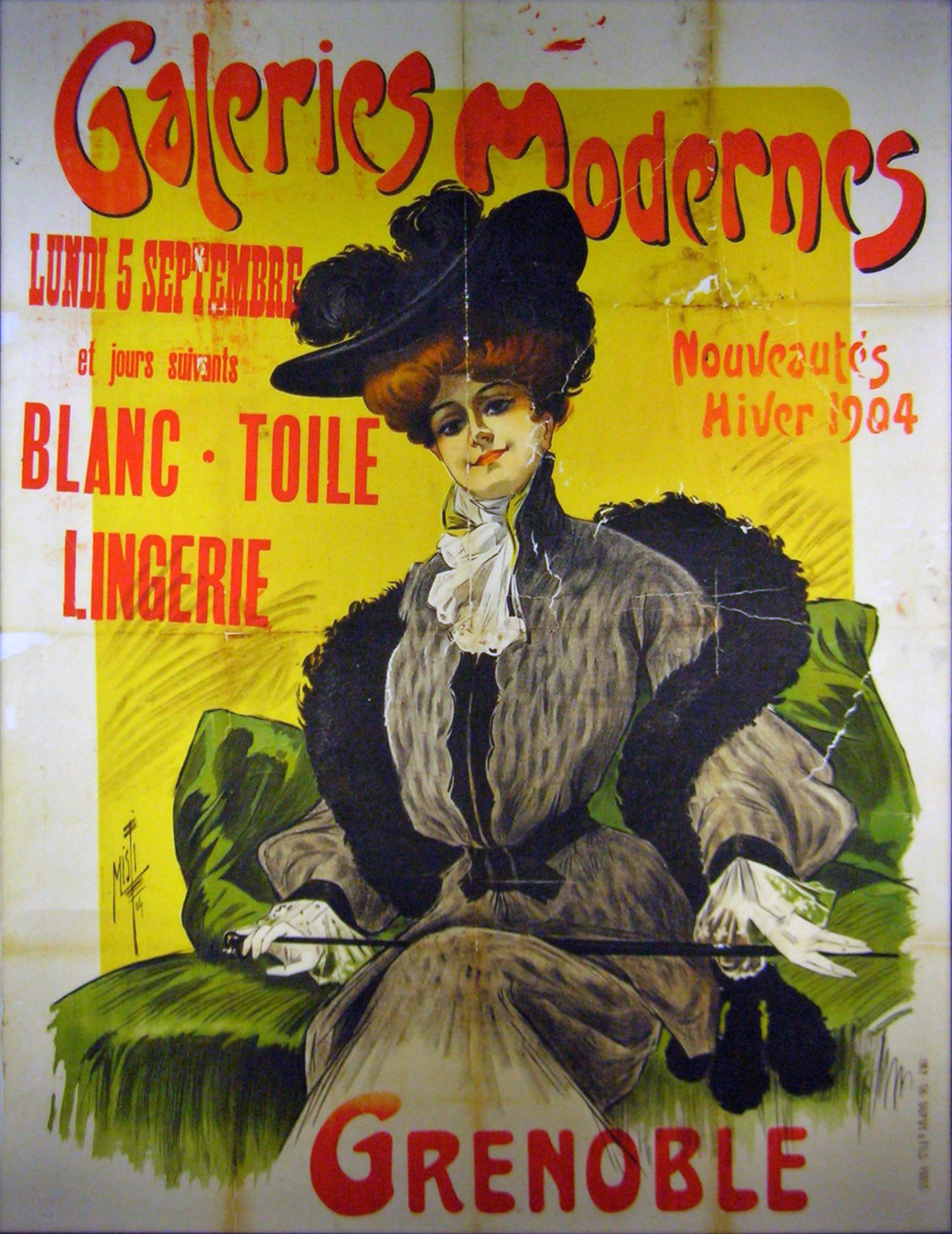
Affiche des Galeries Modernes en 1904.
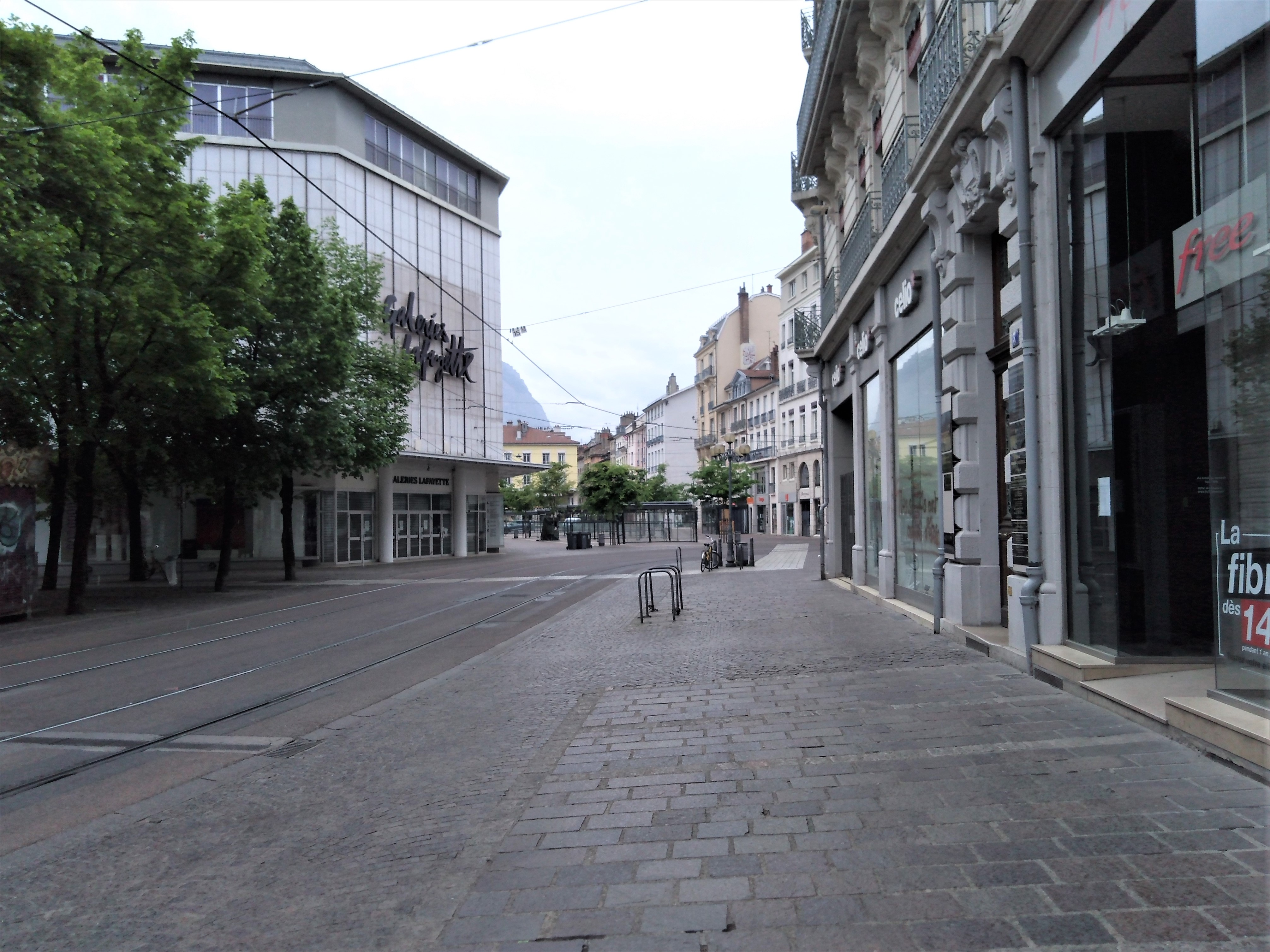
Rue Félix Poulat et Place Grenette durant le confinement de 2020

### Bâtiments et sites remarquables
- La fontaine

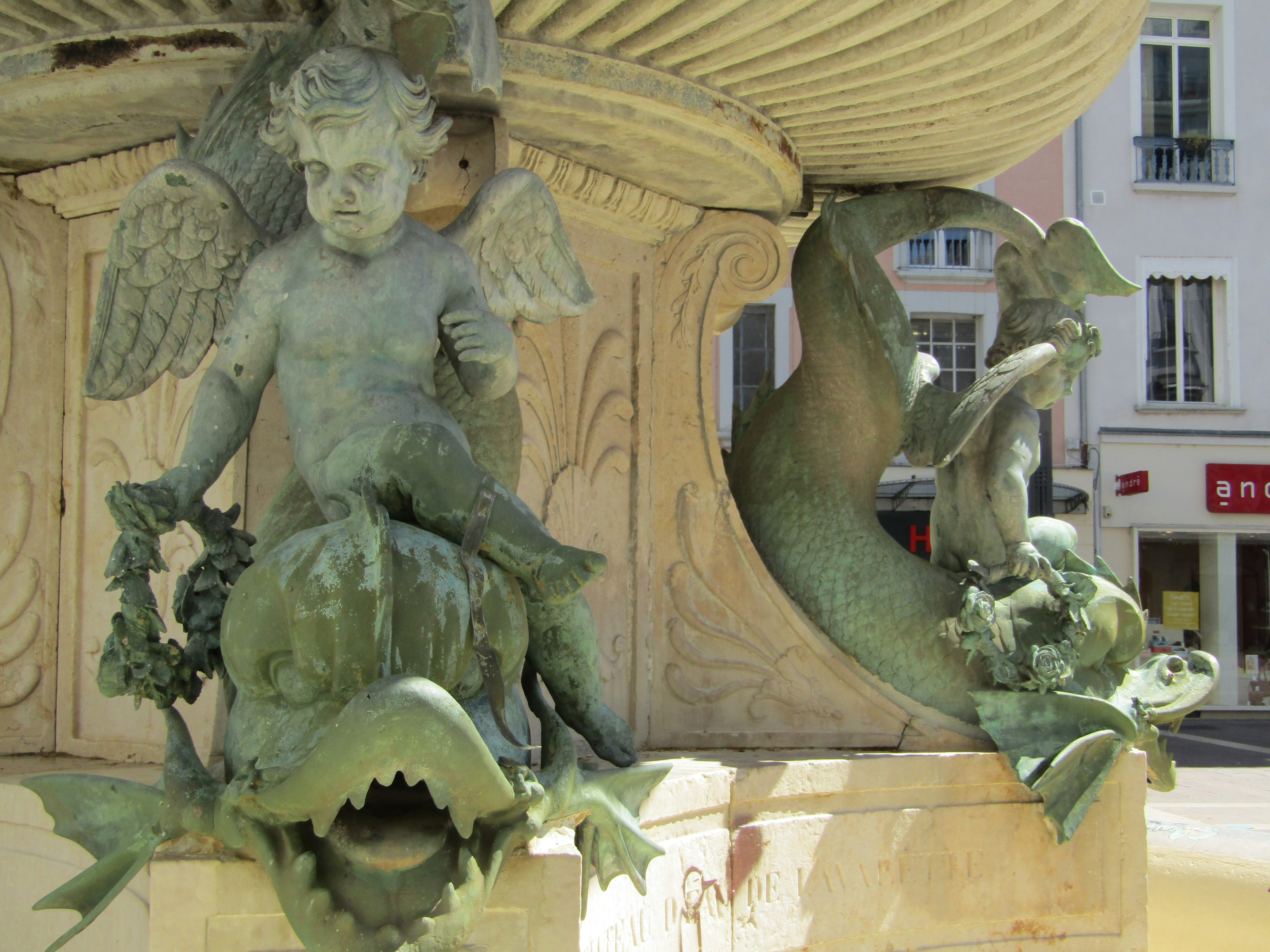
Détail du château d'eau Lavalette sur la place Grenette.

Aujourd'hui, la place reste le cœur de la ville où se trouvent de nombreux commerces et restaurants. La fontaine située au fond de la place non loin de l'ancien hôtel de ville, dénommée Château d'eau Lavalette, a été mise en service en 1827 après l'administration du marquis de Lavalette, alors maire sortant de Grenoble et créateur du premier réseau de canalisation des fontaines de la ville. Cette fontaine a été conçue par le sculpteur Victor Sappey et produite par le fondeur Crozatier. Le monument réalisé en pierre de Sassenage, est orné de quatre angelots chevauchant des dauphins en bronze, emblèmes du Dauphiné.
- Les numéros historiques:

le n°4 correspond à l'entrée de l'ancien hôtel de ville, déménagé en 1719 vers l'Hôtel de Lesdiguières donnant sur le jardin de ville.
le n°17 correspond à l'ancien emplacement de l'ancien couvent des Dominicains (une plaque commémorative est située au niveau de la rue Raoul-Blanchard).
le n°24 correspond à l'ancien atelier clandestin dans lequel Henri Groues réalise le journal l'Union Patriotique Indépendante (UPI) en 1943, durant la période de l'occupation.
- L'hôtel de l'Europe

le n°22 abrite le plus ancien hôtel de Grenoble en activité, l'hôtel de l'Europe ouvert en 1822, dans un bâtiment datant du XVIIe siècle,.

### Principales enseignes commerciales

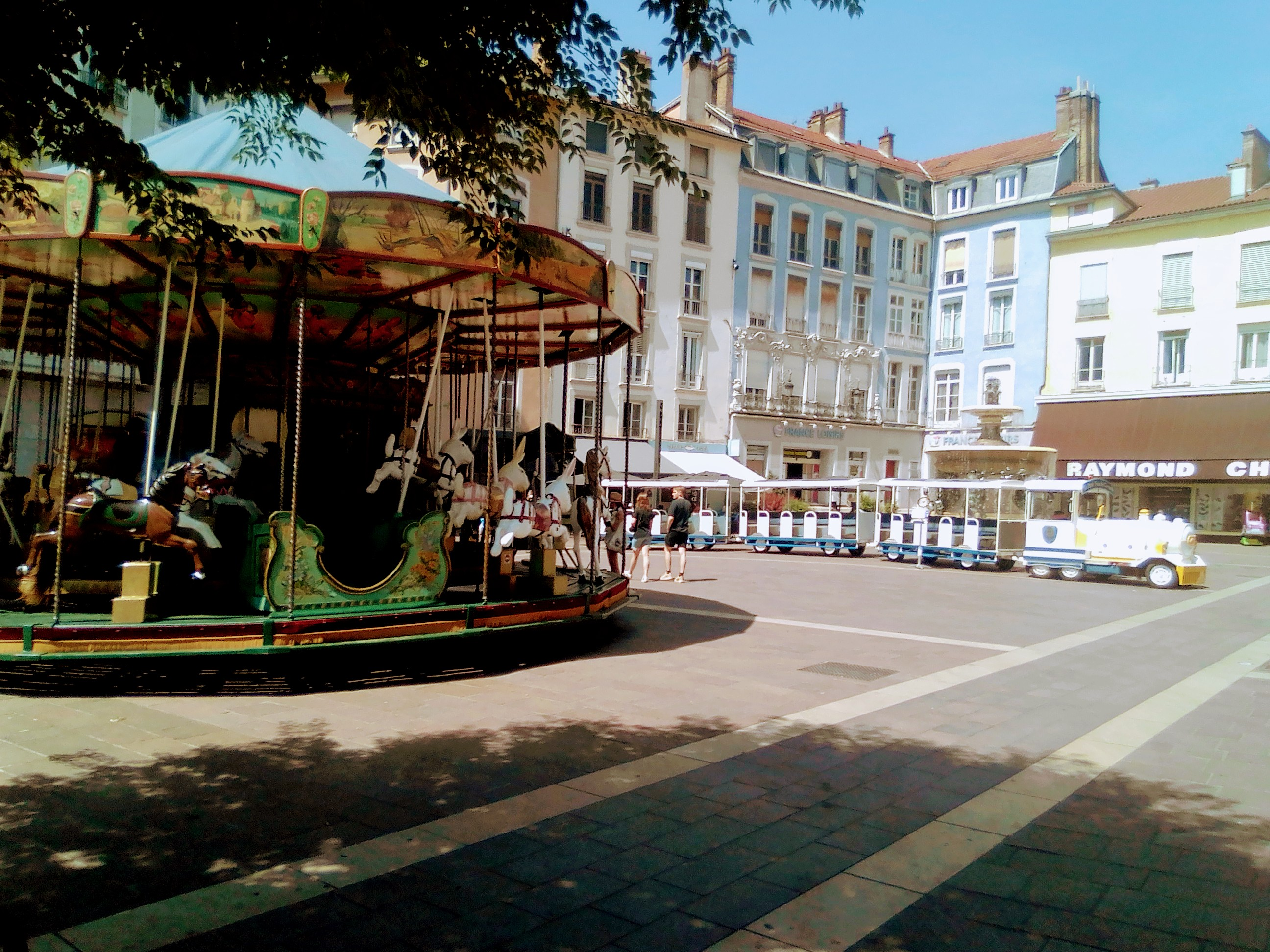
Place Grenette, manège et petit train de Grenoble

La place Grenette, de forme rectangulaire, abrite de nombreux restaurants, des auvents et des bannes ayant été aménagés pour protéger les clients des intempéries. Des enseignes de vêtements et notamment de chaussures sont installées autour de la place. Il existe également, à chaque extrémité de cette place deux enseignes historiques :
Bien que située au 23, Grande rue, la librairie Arthaud, une des plus anciennes de la ville, est visible depuis la place, à quelques mètres du château d'eau Lavalette. 
L'enseigne grenobloise des Galeries Modernes fut créée au 12 de la place Grenette en 1903. Devenues en 1939 les Nouvelles Galeries, du nom d'une grande chaîne de grands magasins, le site héberge depuis septembre 1993, l'enseigne des Galeries Lafayette. À l’occasion d’une rénovation au temps des Nouvelles Galeries, l'ancienne façade en grande partie vitrée et datant du XIXe siècle a été recouverte de dalles.
À l'approche de Noël, la place Grenette est un des sites de l'hypercentre à accueillir les stands du village de Noël (avec la place Victor-Hugo et la place du Docteur Martin).

### Événements

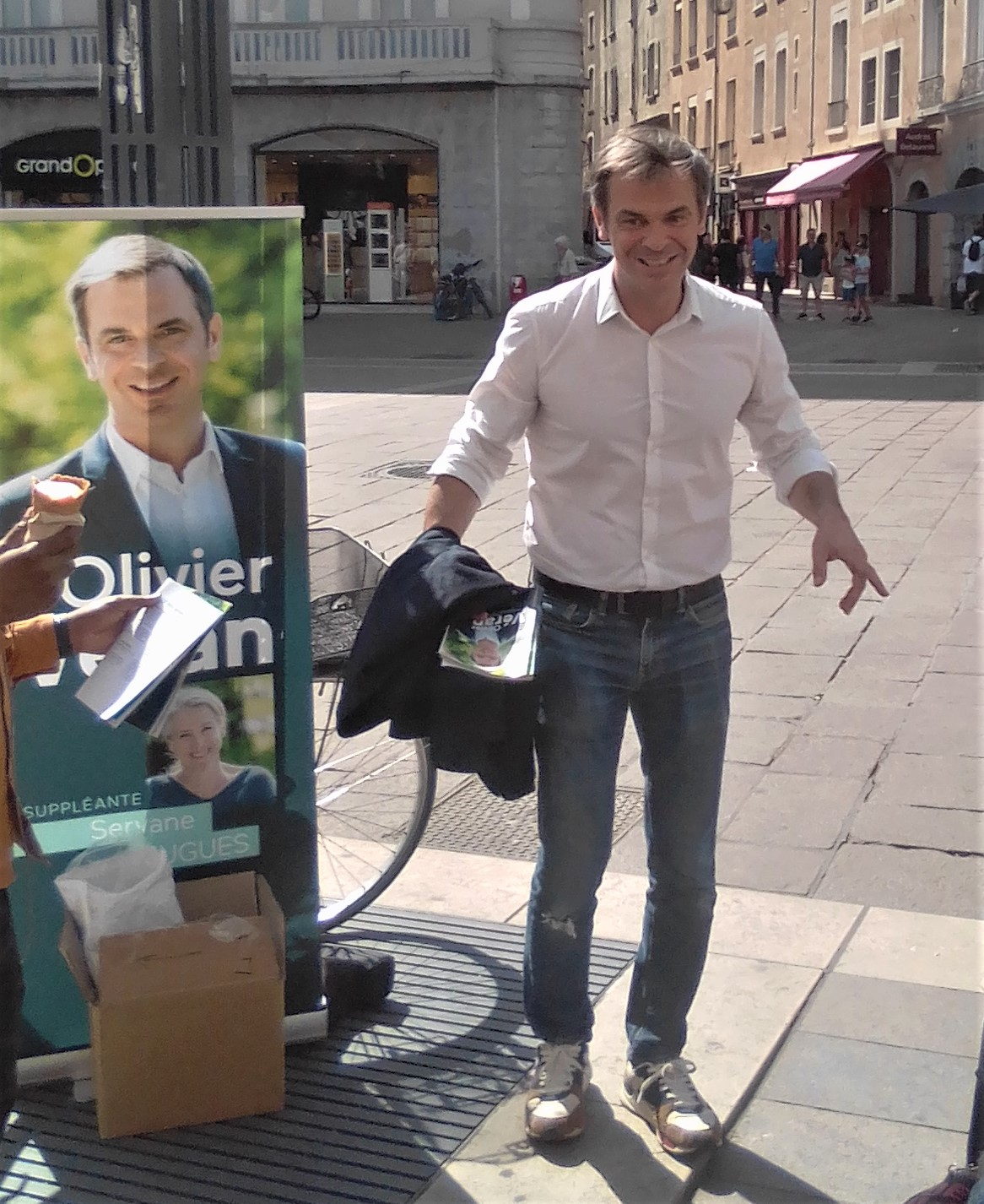
Le ministre Olivier Véran en campagne, place Grenette en 2022

Un site d'information et d'actualités dénommé Place Gre'net diffuse de nombreuses informations locales sur le bassin grenoblois, certains reportages, notamment des micro trottoirs à l'occasion de manifestations diverses se déroulent dans les espaces publics grenobloise dont notamment la place Grenette.
Ce lieu de passage, situé au cœur du centre piétonnier de la ville, connait épisodiquement la tenue de certains défilés, voire des happenings, des campagnes associatives, de petits meetings politiques ainsi que d'autres événements tournés vers le grand public.